# Segovia
Segovia je grad istoimene autonomne provincije u autonomnoj zajednici Castilli y Leónu. Nalazi se na rijeci Eresmi, 65 kilometara sjeverozapadno od Madrida. Ima oko 55,900 stanovnika. Uže središte grada, stari grad s akvaduktom, je na UNESCOvom popisu mjesta svjetske baštine od 1985. godine.
Segovia je trgovačko i turističko središte s razvijenom prehrambenom i kožnom industrijom, kao i industrijom stakla i gume. U Segoviji se nalazi i Vojna akademija.

## Povijest
Segovija je bila naseljena još u keltsko doba, ali je eventualno prešla u ruke Rimljana. U rimsko doba izgrađene su velebne građevine kao što je akvedukt i amfiteatar, a bila je poznata i po više latinskih konvikta. Za vrijeme maurske invazije grad je potpuno napušten, a rekonkvistom Alfonsa VI., Segoviju su maselili kršćani sa sjevera, pa čak i iza Pireneja. Tada grad dobiva na važnosti, a svoj utjecaj širi preko planine Sierra de Guadarrame i rijekom Tajo.
Zahvaljujući svom položaju, Segovia je postala važnom nomadskom postajom u trgovini vunom i tkaninama. Koncem srednjeg vijeka Segovia doživljava "zlatno doba" kada rastuća židovska populacija organizira snažnu industrijsku proizvodnju tkanina. Tijekom ovog razdoblja nastale su mnoge gotičke građevine. Dana 13. prosinca 1474. god., Izabela I. Kastiljska se proglasila kraljicom Kastilje u segovijskoj crkvi San Miguel.
Poput drugih tekstilnih središta, i Segovia se pridružili Pobuni kastiljskih komuna (Guerra de las Comunidades de Castilla) koju je vodio Juan Bravo. Usprkos porazu pobune, grad je nastavio gospodarski razvoj što je rezultiralo populacijom od 27,000 stanovnika 1594. god. Od tada nastupa razdoblje secesije, te je stoljeće kasnije, 1694. god., zabilježeno samo 8,000 stanovnika. Početkom 18. st. pokušala se, djelomično uspješno, obnoviti tekstilna industrija, a 1763. god. Karlo III., španjolski kralj, je stvorio Kraljevsku tvrtku za obradu vune u Segoviji čime je želio oživjeti trgovinu, ali je propala već 1779. god.
God. 1764. otvorena je Kraljevska topnička škola, prva u Španjolskoj. Francuzi su je opljačkali 1808. god. tijekom Rata za neovisnost. Tijekom Prvog Karlskog rata, vojska pod zapovijedanjem Don Carlosa, neuspješno je opsjedala grad.
U 19. i 20. st. Segovija doživljava demografski oporavak koji je bio rezultat relativne gospodarske stabilnosti.

## Znamenitosti
Uže središte grada čini srednjovjekovni grad na brijegu opasan zidinama, povezan s modernim donjim gradom. U srednjovjekovnoj jezgri se nalazi:
- Rimski akvedukt (Akvedukt u Segoviji) sagrađen za rimskog cara Trajana (2. – 1. st. pr. Kr.) – jedan od najbolje očuvanih u svijetu; izvorno dug 18 kilometara s razlikom visine od 1 km; s 166 lukova na 120 pilona na dva kata, s najvećom visinom od 28, 1 m; od 20,400 velikih granitnih blokova i dan danas napaja grad vodom.
- Mnoštvo crkava iz 12. i 13. stoljeća. Od kojih su najpoznatije San Esteban, San Martin, i San Millan.
- Srednjovjekovni dvorac Alcázar u Segoviji (Alfons VI. Hrabri, od 11. – 16. stoljeća) – rezidencija kraljeva Kastilje.
- Gotička katedrala (1522. – 1577.), arhitekt Juan Gil de Hontanon, tzv. Isabelino stila – jedna od najvećih gotičkih katedrala i vjerojatno posljednja kasnogotička katedrala na svijetu.

- Akvedukt u Segoviji
- Dvorac Alcázar u Segoviji
- Gradska vrata sv. Andrije
- Katedrala noću
- Crkva sv. Emilijana (San Millán)

## Zbratimljeni gradovi
- Bristol, Velika Britanija, od 1991.
- Edinburgh, Velika Britanija, od 1985.
- Gangdong-gu, Seul, Južna Koreja
- Marysville, Ohio, SAD, od 2001.
- Tours, Francuska
- Tucson, Arizona, SAD

## Slavni Segovljani
- Marija Kastiljska
- Salvador Bernal, doktor prava, novinar i esejist
- Juan Bravo
- Pedro Delgado
- Nicomedes García
- Andrés Laguna
- Cándido Lopez
- Aniceto Marinas
- Cayetano Redondo Aceña
- Florentino Trapero

## Vanjske poveznice
- Fotografije Avile i Segovije  Arhivirana inačica izvorne stranice od 15. studenoga 2011. (Wayback Machine)
- Informacije, vodič i fotografije Segovije ENG  Arhivirana inačica izvorne stranice od 15. rujna 2020. (Wayback Machine)

### Ostali projekti
|  | Zajednički poslužitelj ima još gradiva o temi Segovia |